# Вілсон Кіпкетер
Вілсон Косгеї Кіпкетер (англ. Wilson Kosgei Kipketer; нар. 12 грудня 1972) — данський легкоатлет кенійського походження, який спеціалізувався в бігу на середні дистанції.

## Спортивні досягнення
Срібний (2000) та бронзовий (2004) олімпійський призер у бігу на 800 метрів.
Триразовий чемпіон світу з бігу на 800 метрів (1995, 1997, 1999). Фіналіст (4-е місце) чемпіонату світу з бігу на 800 метрів (2003).
Чемпіон світу в приміщенні з бігу на 800 метрів (1997). Дворазовий срібний призер чемпіонатів світу в приміщенні з бігу на 800 метрів (1999, 2003).
Чемпіон Європи з бігу на 800 метрів (2002). Фіналіст (8-е місце) чемпіоната Європи з бігу на 800 метрів (1998).
Чемпіон Данії з бігу на 800 метрів (1993, 1994).

## Рекорди
Триразовий рекордсмен світу в бігу на 800 метрів — 1.43,73, 1.41,24 та 1.41,11 (всі — 1997).
Дворазовий рекордсмен світу в приміщенні в бігу на 800 метрів — 1.43,96 та 1.42,67 (обидва — 1997).
Дворазовий рекордсмен світу в приіщенні в бігу на 1000 метрів — 2.15,25 та 2.14,96 (обидва — 2000).

## Визнання
- Легкоатлет року ІААФ (1997)
- Легкоатлет року в Європі (1997)